# Poliez-le-Grand
Poliez-le-Grand es una localidad y antigua comuna suiza del cantón de Vaud, situada en el distrito de Gros-de-Vaud.

## Historia
La comuna formó parte hasta el 31 de diciembre de 2007 del distrito de Echallens, círculo de Bottens. Tras un referéndum celebrado el 5 de marzo de 2010, la comuna aprobó su fusión con las comunas de Dommartin, Naz y Sugnens en la nueva comuna de Montilliez para el 1 de julio de 2011.

## Geografía
La antigua comuna limitaba al noroeste con la comuna de Villars-le-Terroir, al norte con Sugnens, al noreste con Naz, al este con Dommartin y Poliez-Pittet, al sur con Bottens, y al oeste con Echallens.

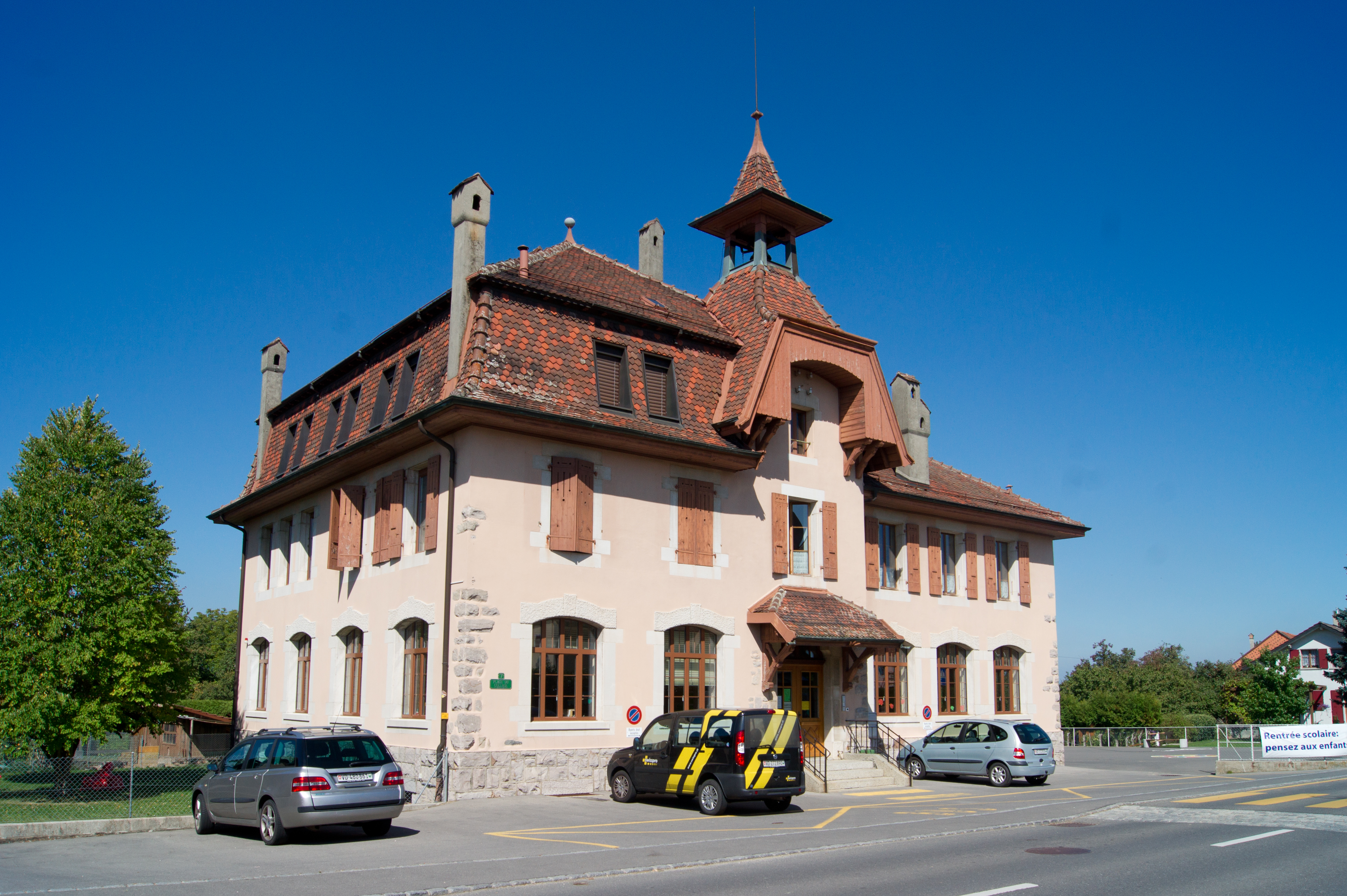
Escuela de Poliez-le-Grand.